# Jón Magnússon
Jón Magnússon (16 gennaio 1859 – Neskaupstaður, 23 giugno 1926) è stato un politico islandese.
È stato Primo ministro dell'Islanda per due periodi, dal gennaio 1917 al marzo 1922 e dal marzo 1924 al giugno 1926.